# Bultzus
Bultzus (em grego medieval: Βουλτζοῦς; romaniz.: Boultzous; em húngaro: Bulču) ou Bulusudes (em grego medieval: Βουλουσούδης; em húngaro: Bulšudi) foi um líder tribal e nobre magiar do século X.

## Vida
Segundo Constantino VII, era o terceiro arconte e carcha dos turcos (designação grega dos magiares), enquanto para João Escilitzes era era árcego dos turcos. Bultzus era filho de Cale. Aparece em 948, quando conduziu uma embaixada a Constantinopla ao lado do príncipe Termatzus, onde foi batizado. Constantino VII atuou como padrinho na cerimônia. Bultzus recebeu o título honorário de patrício e retornou à Hungria com ricos presentes; ele foi referido na Sobre a Administração Imperial como amigo. Apesar do batismo, Bultzus não parou seus ataques contra o Império Bizantino. Em 955, conduziu uma expedição contra o Reino da Germânia, onde foi capturado e executado ou enforcado sob ordens do rei Otão I (r. 936–973).